# Annona gardneri
Annona gardneri este o specie de plante angiosperme din genul Annona, familia Annonaceae, descrisă de Robert Elias Fries. Conform Catalogue of Life specia Annona gardneri nu are subspecii cunoscute.